# Elk Lakes Park
Elk Lakes Park är en park i Kanada.   Den ligger i provinsen British Columbia, i den södra delen av landet, 3 000 km väster om huvudstaden Ottawa. Elk Lakes Park ligger 2 087 meter över havet.
Terrängen runt Elk Lakes Park är bergig åt nordväst, men åt sydost är den kuperad. Terrängen runt Elk Lakes Park sluttar österut. Trakten runt Elk Lakes Park är nära nog obefolkad, med mindre än två invånare per kvadratkilometer.. Det finns inga samhällen i närheten. 
I omgivningarna runt Elk Lakes Park växer i huvudsak barrskog.